# Peirithoos

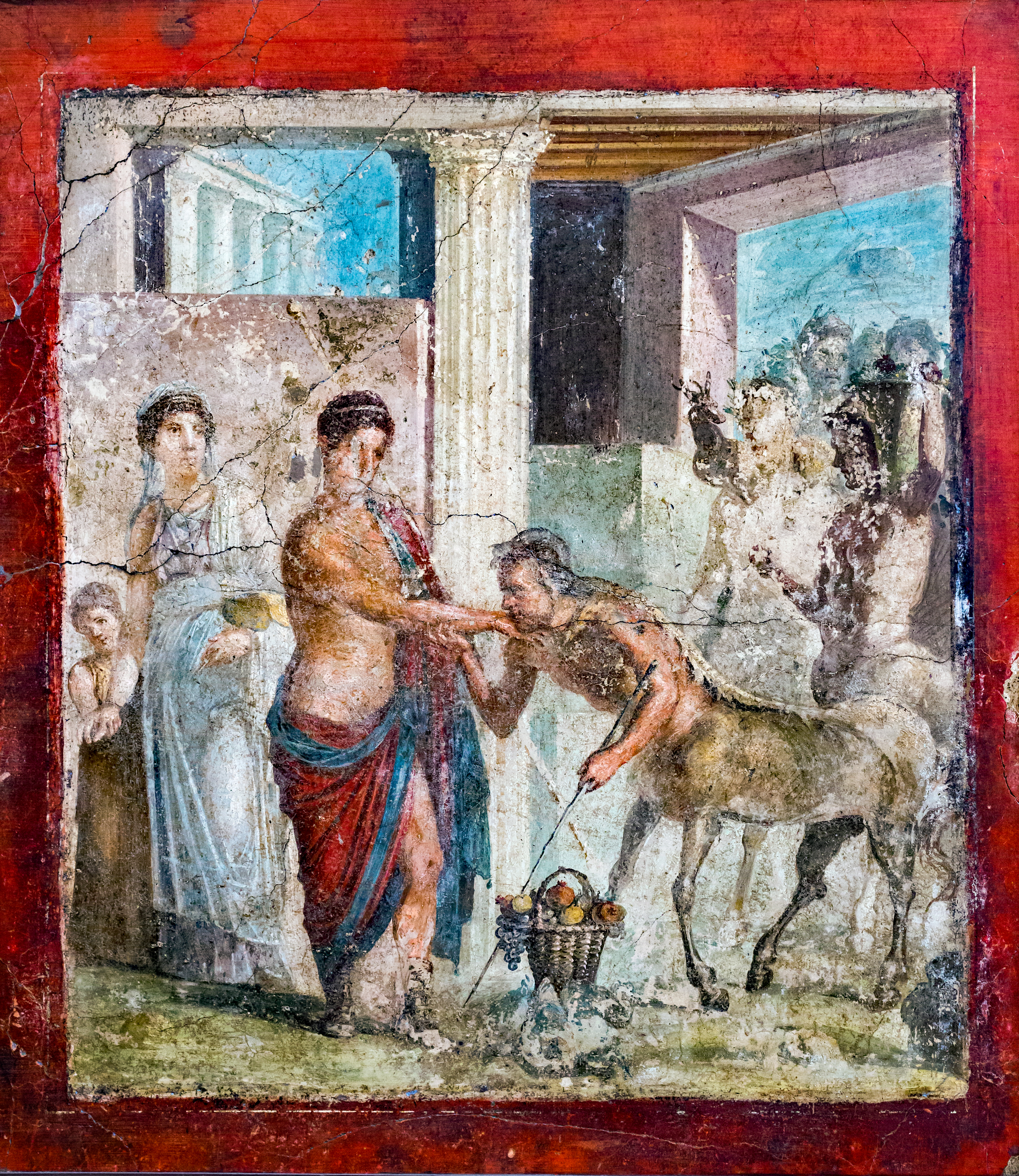
Peirithoos und Hippodamia empfangen die Zentauren bei seiner Hochzeit. Antikes Fresko aus Pompeji.

Peirithoos (altgriechisch Πειρίθοος Peiríthoos, lateinisch Perithous) ist in der griechischen Mythologie König der Lapithen in Thessalien.

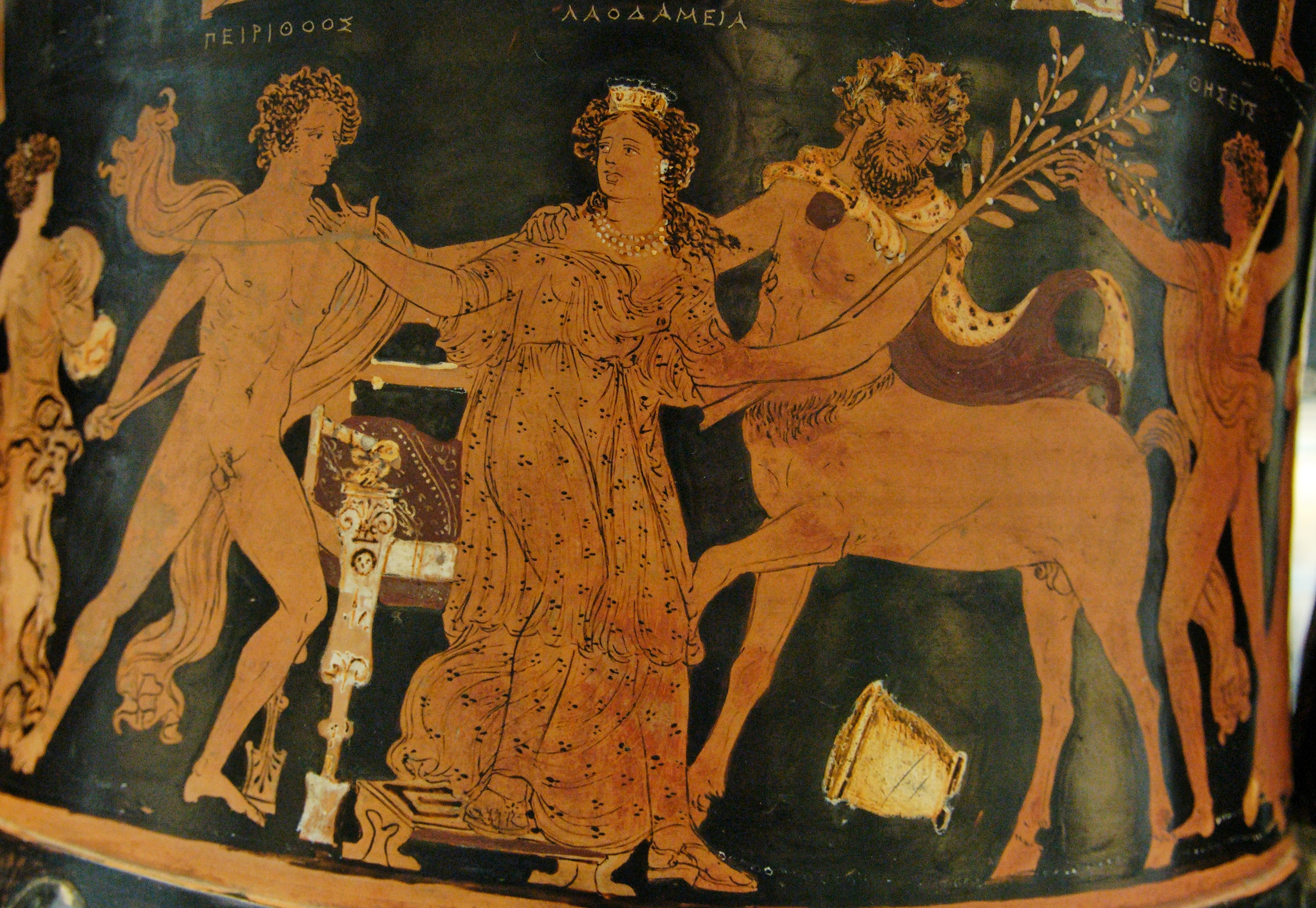
Peirithoos verhindert die Entführung der Hippodameia durch Eurytion; griechische rotfigurige Vasenmalerei

Er wurde von Dia geboren und ist entweder Sohn des Zeus oder des Ixion. Bei der Feier seiner Vermählung mit Hippodameia oder Deidameia, einer Tochter des Lapithen Atrax, entspann sich der berühmte Kampf zwischen den Kentauren und Lapithen (Kentauromachie) am Fuß des Pelion, in welchem die ersteren unterlagen.
Von Wein berauscht, hatte Eurytion den Streit veranlasst, indem er der Hippodameia Gewalt antun wollte. Nach anderen Quellen veranlasste Ares den Kampf, weil er allein von den Göttern nicht zum Fest eingeladen worden war. Der Kampf wurde oft von Künstlern zum Gegenstand der Darstellung gewählt, so im westlichen Giebel des Zeustempels von Olympia, am Westfries des Hephaisteion in Athen, am Apollontempel zu Phigalia und an den Metopen des Parthenon zu Athen.
Späteren Ursprungs scheint die Sage von der Freundschaft, manchmal auch Liebesbeziehung, des Peirithoos und Theseus zu sein. Letzterer focht bei Peirithoos' Vermählungsfest mit gegen die Kentauren. Die beiden sollen ferner gemeinsam versucht haben, Helena zu rauben. Später begleitete Theseus seinen Freund in die Unterwelt, um ihm bei der beabsichtigten Entführung der Persephone beizustehen. Als sie sich aber hier ermüdet niedersetzten, fühlten sie sich gefesselt und vermochten nicht, wieder aufzustehen (so war es von Polygnotos in der Lesche der Knidier zu Delphi dargestellt). Herakles wollte sie befreien, als er den Kerberos aus der Unterwelt herausführte; doch gelang ihm dies bei Peirithoos nur auf Kosten von dessen Hinterbacken. Nach einer anderen Version, musste er im Hades verbleiben. Peirithoos hatte mit Theseus zu Athen ein Heroon.